# Trachelas japonicus
Trachelas japonicus is een spinnensoort uit de familie van de Trachelidae.
De wetenschappelijke naam van de soort werd in 1906 gepubliceerd door Friedrich Wilhelm Bösenberg & Embrik Strand.